# Albert Cozza
Albert „Wackel“ Cozza (* 18. Dezember 1910 in Tübingen; † 1. November 1983 in Stuttgart) war ein deutscher Fußballspieler und -trainer.

## Karriere
Albert Cozza war zu Beginn seiner Karriere beim Tübinger FC aktiv. Im Jahre 1929 wechselte er zu den Junioren der Stuttgarter Kickers. Im Jahre 1932 stand Cozza erstmals im Kader der ersten Mannschaft der Kickers, für die er bis 1946 aktiv war.
In dieser Zeit war der Abwehrspieler sehr erfolgreich und absolvierte in den Endrunden um die Deutsche Meisterschaft 24 Spiele. In der Saison 1945/46 spielte Cozza Erstligafußball in der Oberliga Süd, dort kam er zu 17 weiteren Spielen im Dress der Kickers.
Nach dieser Saison blieb er dem Team der Kickers erhalten, allerdings als Trainer und so trainierte er für 2 weitere Spielzeiten das Profiteam.

## Privates
Albert Cozzas Neffe Christoph Kunze war ebenfalls von 2002 bis 2003 für die erste Mannschaft der Kickers aktiv.